# Pečki
Pečki so naselje v Občini Velike Lašče.